# The Impressions
The Impressions fue un grupo de canto estadounidense así como una de las bandas vocales de Doo-Wop, Góspel, Soul y R&B más populares de los años 1960.

## Historia

### Primeros años
Jerry Butler y Curtis Mayfield se conocieron cantando en el mismo coro de la iglesia en Chicago. Después de cantar en un grupo de góspel local, los dos se unieron a un grupo de doo-wop llamado "The Roosters" (Los Gallos) en 1957, con otros miembros originarios de Chattanooga, Tennessee, como Sam Gooden, Richards Brooks y su hermano Arthur BRooks. Para 1958, The Roosters tuvieron un nuevo mánager em Eddie Thomas, una grabación con Vee-Jay Records y un nuevo nombre: "Jerry Butler & the Impressions".
El primer sencillo del grupo fue en 1958 con "For Your Precious Love", que llegó al N°11 en las listas pop estadounidenses y N°3 en las listas de R&B. Sin embargo, poco después del lanzamiento del hit de R&B Top 30 "Come Back My Love", Butler dejó el grupo para iniciar exitosa carrera en solitario. Después de una breve gira como guitarrista ahora con Butler en solitario, Curtis Mayfield llegó al grupo como el nuevo cantante y compositor principal y Fred Cash el cual regresó y era un miembro original de Roosters, fue nombrado como el nuevo quinto miembro.  

### Éxito con ABC-Paramount Records
Mayfield escribió un buen número de hits para Butler en solitario y utilizó el dinero para conseguir que the Impressions se mudaran a Chicago, Illinois. Aquí consiguen un nuevo acuerdo con ABC-Paramount Records en 1961 liberando su primer sencillo sin Butler. Ese sencillo "Gypsy Woman", fue su más grande éxito en esa fecha, llegando al N°2 en las listas de R&B y el N°20 en las listas pop. Sencillos sucesivos no fueron exitosos como el sencillo exitoso "Gypsy Woman" por lo cual Richard y Arthur Brooks abandonaron el grupo en 1962.
The Impressions regresaron a Chicago como un trío y bajo el productor Johhny Pate, quién ayudó a elevar su sonido y a crear un sonido más lozano de soul para el grupo. El resultado fue "It's All Right", que vendió un millón de copias en 1963, disco de oro y llegando al tope de las listas de R&B y llegando al N°4 de las listas pop, siendo uno de los grupos que firmaban sus canciones. "It's All Right" y "Gypsy Woman" fueron los éxitos del primer LP de the Impressions, titulado The Impressions en 1963.
Para 1964 el primer premio Negro para Mayfield por sus composiciones "Keep on Pushing", la cual llegó al Top 10 en ambas listas de Billboard, Pop y R&B, llegando al N°10 en la lista Pop. Este fue el título utilizado para nombrar al álbum, el cual llegó al Top 10 en ambas listas. Las composiciones futuras de Mayfield presentaron un incremento en la conciencia social y política, incluyendo el siguiente año con un éxito mayor y el grupo fue más conocido por esta canción, con influencia góspel "People Get Ready", llegando al 3° lugar en las listas de R&B y el N°14 en las listas pop. 
La gran carrera del grupo se extendió por 60 años al momento de su retiro en el año 2018. Tras su salida del grupo, la banda perdió en relevancia, no en vano el grupo incluido en 1991 en el Rock and Roll Hall of Fame.

### Incremento en la conciencia social
A mitad de los 1960s, the Impressions fueron comparados con grupos que actuaban en Motown como the Temptations, the Miracles y the Four Tops. Su sencillo de 1966 "Can't Satisfy" fue demandado porque tenía similitudes con "This Old Heart Of Mine (Is Weak For You)" por el grupo de Motown the Isley Brothers. Motown demandó y Curtis Mayfield tuvo que compartir créditos con el equipo de producción Holland-Dozier-Holland y Sylvia Moy por su canción. "Can't Satisfy" fue sin embargo un Top 20 en las listas de R&B para los Impressions, llegando al N°12 y ha siendo un Northern Soul classic. Después de 1965, Woman's Got Soul", y el hit N°7 en las listas pop  "Amen", los Impressions dejaron de ingresar al Top Ten de R&B por más de tres años. Finalmente aparecieron en 1968 con un N°9 "I Loved and Lost". "We're a Winner", fue un N°1 en las listas de R&B ese mismo año, representando un nuevo nivel de conciencia social en la música de Mayfield. Creó posteriormente su propio sello discográfico, Curtom, y los Impressions se mudaron al sello. Por cerca de dos años, siguieron muchos mensajes de los Impressions incluyendo un hit N°1 en R&B "Choice of Colors" (1969) y un hit N°3 en R&B "Check Out Your Mind" (1970).
The Impressions tuvieron una influencia notable en Bob Marley and the Wailers y otros grupos de ska/rocksteady y en cantantes de Jamaica: The Wailers modelaron su estilo de armonía y canto, seguidos en parte también por su presencia. Hay muchos covers de canciones de the Impressions cantadas por the Wailers, incluyendo "Keep On Moving", "Long Long Winter" y "Just Another Dance". Bob Marley también mostró los coros de the Impressions en la canción "People, Get Ready" para su canción "One Love/People Get Ready". The Wailers habían grabado en varias ocasiones previas pero esta fue liberada como sencillo en 1984. Grabaciones originales de la canción no tenían el crédito de la canción de Mayfield y son simplemente titulado "One Love" (La ley de registro no era muy fuerte para las grabaciones en Jamaica en ese tiempo), pero la versión para su álbum de 1977 Exodus (Y sencillo de 1984) es titulado "One Love/People Get Ready" con créditos de coautoria para Mayfield y Marley. En resumen, Pat Kelly realizó el cover "Soulful Love" y The Heptones hicieron el cover de  "I've Been Trying." No tenía la conciencia social de los coros de Curtis Mayfield pero apelando a unas armonías espectaculares.

## Integrantes
- Richard Brooks (hasta 1962)
- Arthur Brooks (hasta 1962)
- Jerry Butler (hasta finales de 1969)
- Fred Cash (reemplazo para Butler)
- Sam Gooden
- Leroy Hutson (1970 - 1973)
- Ralph Johnson (desde 1973)
- Curtis Mayfield (hasta 1970)
- Reggie Torian (dede 1973)

## Sencillos más exitosos
- It's All Right en 1963 (4. puesto en las listas de EE. UU.)
- Keep On Pushing en 1964 (10. puesto en las listas de EE. UU.)
- Amen en 1964 (7. puesto en las listas de EE. UU.)